# Claude Crussard
Germaine Louise Micheline Crussard, connue sous le nom de Claude Crussard, née à Paris le 31 août 1893 et morte dans un accident d'avion survenu près de Sintra au Portugal le 1er février 1947, est une musicienne française spécialisée dans le répertoire de la musique baroque.

## Biographie
Claude Crussard était musicologue, claveciniste et pianiste, et elle avait fondé l'orchestre Ars Rediviva avec lequel elle joua la musique des XVIIe et XVIIIe siècles en cherchant à en donner une interprétation authentique - à une époque où ce répertoire était largement ignoré ou négligé, ou alors était interprété de manière académique ou romantique
. Pour reprendre les termes de Paul Dambly, « Mlle Claude Crussard ressuscite, en effet, dans toute la fraîcheur de leur éternelle jeunesse, les « Belles-au-Bois-Dormant », deux ou trois fois centenaires, de la musique. ».
Entrée au Conservatoire en 1915, elle reçut le premier prix de fugue en 1924. Marcel Belvianes rendit compte dans Le Ménestrel de son concert de mai 1933, que Marc Pincherle considère comme le premier, consacré à Bach et à trois de ses précurseurs peu connus : Hans Leo Hassler, Johann Philipp Krieger (Lustgarten) et Philipp Heinrich Erlebach (Harmonische Freude). Ce programme est diffusé sur Radio Tour Eiffel le 30 mars 1934.Claude Crussard, au piano, réunit autour d'elle Edmée Ortmans-Bach, Dominique Blot (violoniste née le 18 novembre 1912 à Crosne, sœur de Michèle Auclair), Jean Godard (violon) ; Suzanne Meynieu (alto) ; Yvonne Thibout (violoncelle), et s'adjoint le concours du baryton Yvon Le Marc'hadour. 
Le 4 juin, Claude Crussard accompagne Yvon Le Marc'hadour dans un programme de mélodies de Schumann déjà donné auparavant. 
Le samedi 7 décembre 1935 l'ensemble Ars Rediviva se produit pour la première fois en tant que tel à la salle Chopin, avec les mêmes musiciens qu'en 1933. L'orchestre intègre par la suite Jacqueline Heuclin, Jacqueline Alliaume-Pariot (violoncelle, également membre du Quintette Chailley-Richez formé par Céliny Chailley-Richez, mère de Jacques Chailley), Bernard Coqueret (né en 1921) et son épouse Monique, nièce d'Yvonne Brothier (violons), et Mme Loris-Lhuissier dite Sonia Lovis (violon), les flûtistes Maurice Trembelland, puis René Le Roy, puis Fernand Caratgé ; les chanteurs incluent, outre Le Marc’Hadour, Leïla Ben Sedira, Maria Castellazzi-Bovy et le baryton Jacques Bastard, ainsi que, parfois, des choristes. Claude Crussard est au clavecin ou à la direction.  
Claude Crussard renouvelle la façon de jouer Bach, Haendel, Vivaldi, Scarlatti ou Rameau, reprend les œuvres de musiciens peu joués comme Marc-Antoine Charpentier, Leclair ou Telemann, et fait redécouvrir Krieger, Hassler, Schmelzer, Dornel, Francœur ou Blavet. 
Les derniers concerts de Claude Crussard eurent lieu le 30 janvier 1947, avec le concours de l'organiste Bernard Gavoty.
Le samedi 1er février 1947, alors que Claude Crussard et une partie de son ensemble se rendaient au Portugal pour une série de concerts, leur avion s'écrasa, tuant Claude Crussard, Jacqueline Alliaume-Pariot, Edmée Ortmans-Bach, Dominique Blot, Monique et Bernard Coqueret, Sonia Lovis et Monique Fournery-Deshays (qui remplaçait le flûtiste titulaire, Fernand Caratgé) ainsi que Claire Crussard, cousine de Claude Crussard et secrétaire de l'Ensemble. 
À l'occasion d'un concert en hommage aux disparus, Le Monde publia un « Hommage à Claude Crussard et à Ars Rediviva ». L'auteur rappelle qu'après le témoignage de Bernard Gavoty, Edwin Fischer joua le Prélude et fugue en si bémol mineur de Bach au piano. Fernand Caratgé et Michèle Auclair jouèrent Bach et Pergolèse. René Dumesnil renouvela l'hommage en 1951, toujours dans Le Monde. Il souligne que jusqu'à ce que Claude Crussard les retrouve « sous la poussière des archives, les noms de Marc-Antoine Charpentier comme ceux des maîtres des XVIIe et XVIIIe siècles qui ont si noblement servi la musique française n'étaient plus que des syllabes mortes, lues par les chercheurs dans les ouvrages d'érudition, des noms qui n'évoquaient rien que des titres d'ouvrages pareillement oubliés. Il avait fallu que patiemment Claude Crussard exhumât cette musique, qu'elle la transcrivit et qu'elle reconstituât le matériel d'orchestre. »
On mesurera le chemin parcouru depuis cette époque en se souvenant que, comme le souligne Julien Sixte dans un long article consacré à Claude Crussard, c'était encore un temps où « cet auteur « facile et coulant », l'abbé Antonio Vivaldi, [était] en passe de prendre rang parmi les compositeurs de génie ». (Julien Sixte, Le Figaro, 17 janvier 1942.
Claude Crussard est l'auteur d'Un musicien français oublié, Marc-Antoine Charpentier, 1634-1704, Paris, Librairie Floury, 1945.